# Sophie Hansen
Sophie Hansen-Willemsen, (13 januari 1993) is een Nederlands voormalig topkorfbalster. Met AKC Blauw-Wit speelde ze in de Korfbal League, de hoogste Nederlandse korfbalcompetitie. Ze is getrouwd met voormalig korfballer Ruud Willemsen.

## Spelerscarrière

### Begin van carrière
Hansen ging korfballen bij KVA uit Amstelveen. Hier doorliep ze de jeugdteams. Op haar 16e, in 2009 verruilde ze van club en sloot ze zich aan bij het Amsterdamse AKC Blauw-Wit.

### Blauw-Wit, Amsterdam
Hansen maakte op 17-jarige leeftijd haar debuut in het 1e team van Blauw-Wit. Dit gebeurde in seizoen 2009-2010. Ze mocht in dit seizoen, onder coach Jan Niebeek in 2 wedstrijden invallen.
In het seizoen erna, 2010-2011 was Hansen meteen basisspeelster. Zo speelde ze samen met talentvolle schutters zoals Marc Broere en Gerald van Dijk. Blauw-Wit werd in dit seizoen 5e in de zaalcompetitie. In de veldcompetitie deed de ploeg het beter, want daar plaatste de ploeg zich voor de nacompetitie. In de kruisfinale werd echter met 19-14 verloren van PKC.
In seizoen 2011-2012 deed Blauw-Wit het goed in beide competities. Zo plaatste Blauw-wit zich in de Korfbal League voor de 1e keer sinds de KL oprichting voor de play-offs. Blauw-Wit kwam in de play-offs PKC tegen en verloor in de best-of-3 serie in 2 wedstrijden. Blauw-Wit kreeg nog wel de kans op de 3e plek van Nederland, want het speelde de kleine finale. In deze wedstrijd verloren ze echter van het Delftse Fortuna. Iets later, in de veldcompetitie stond Blauw-Wit ook in de nacompetitie. Net als het seizoen ervoor strandde de ploeg in de kruisfinale. Dit maal verloor de ploeg van Deetos.
Blauw-Wit had de weg omhoog gevonden in de top van Nederland. Voor aanvang van seizoen 2012-2013 kreeg de club een nieuwe hoofdcoach, namelijk Riko Kruit. Onder zijn leiding haalde de ploeg in de zaal de 4e positie, wat weer recht gaf op een play-off plaats. In de best-of-3 serie moest Blauw-Wit aantreden tegen de nummer 1 van de competitie, PKC. Er moest een derde, beslissende wedstrijd worden gespeeld en die won PKC met 26-24, waardoor Blauw-Wit heel dicht bij een finaleplek zat. In de kleine finale, om plek 3 en 4 won Blauw-Wit wel van Koog Zaandijk met 29-20, waardoor het alsnog 3e van Nederland was geworden. In de veldcompetitie stond de ploeg wederom in de kruisfinale. Dit maal werd de kruisfinale echter gewonnen, waardoor Blauw-Wit zich plaatste voor de veldfinale. In de finale won Blauw-Wit van PKC met 25-22, waardoor Hansen Nederlands kampioen veldkorfbal werd.  Een aantal maanden later speelde Blauw-Wit de Supercup, een wedstrijd tussen de Nederlandse en Belgische veldkampioen. Zodoende speelde Blauw-Wit tegen het Belgische Boeckenberg. Blauw-Wit won de wedstrijd met 21-18, waardoor ze ook de Supercup wonnen.
Na 1 seizoen onder coach Kruit kreeg de ploeg een nieuwe hoofdcoach. Oud topkorfbalster Rini van der Laan werd de nieuwe coach van het team, maar het team had het lastig in seizoen 2013-2014. De ploeg kon de veldtitel van 2013 niet prolongeren, want zowel in de zaal- als in de veldcompetitie haalde Blauw-Wit niet de play-offs. Wel was Hansen voor de eerste keer in haar carrière de vrouwelijke topscoorder van het team. Ze maakte dit seizoen 41 zaalgoals.
In seizoen 2014-2015 kreeg coach Van der Laan een assistent met een rijke ervaring. Oud topspeler Barry Schep werd assistent coach en dat wierp zijn vruchten af. In dit seizoen, waarin Hansen wederom de vrouwelijke topscoorder van het team werd, werd Blauw-Wit 2e in de zaal. In de play-offs ging het echter mis tegen TOP. Wederom zat Blauw-Wit dicht tegen een zaalfinale aan. In de veldcompetitie plaatste Blauw-Wit zich ook voor de kruisfinale, maar ook daar kwam het TOP tegen. Wederom ging TOP er met de winst vandoor, dus stond Blauw-Wit met lege handen.
In het seizoen erna, 2015-2016 werd Hansen voor het 3e jaar op rij topscoorder onder de dames van het team. Ze scoorde 53 goals in de Korfbal League. Ook in dit seizoen kwam Blauw-Wit TOP tegen in de play-offs en ook dit maal werd de serie verloren. Ook in de veldcompetitie ging het mis in de play-offs. Hier verloor Blauw-Wit van PKC.
Seizoen 2016-2017 werd een seizoen met 2 gezichten voor Hansen. Blauw-Wit was wederom goed op weg in de competitie, maar Hansen moest na 8 wedstrijden in de zaal afhaken omdat ze zwanger was. Vanaf januari 2017 keek ze toe hoe Blauw-Wit in de zaal in de play-offs stuntte tegen PKC. Blauw-Wit versloeg namelijk PKC in de play-off serie, terwijl PKC in de competitie ongeslagen was geweest. Zodoende stond Blauw-Wit voor de eerste keer in de clubgeschiedenis in de finale van de Korfbal League. In de finale ging het echter mis tegen TOP en Blauw-Wit verloor met 22-18. 
Iets later, in de veldcompetitie kreeg Blauw-Wit sportieve wraak op TOP. In de kruisfinale werd TOP verslagen met 16-13, waardoor Blauw-Wit ook in de veldfinale stond. In deze finale won de ploeg van tegenstander LDODK met 22-12. Hansen was zonder zelf te spelen voor de tweede keer in haar carrière Nederlands kampioen.

### ROHDA, Amsterdam
In 2018, na haar zwangerschap, keerde Hansen terug op het korfbalveld. Ze sloot zich aan bij een andere Amsterdamse club, namelijk ROHDA, de club waar haar echtgenoot als coach fungeerde.

### Return bij Blauw-Wit
In juni 2020 maakte Hansen bekend terug te keren bij AKC Blauw-Wit voor seizoen 2020-2021. In de eerste wedstrijd van veldseizoen 2020-2021, waarin Blauw-Wit tegen stadsgenoot AW.DTV speelde raakte Hansen geblesseerd.
Ze besloot hierna te stoppen met korfbal.

## Erelijst
- Nederlands kampioen veldkorfbal, 2x (2013, 2017)
- Supercup kampioen veldkorfbal, 2x (2013, 2017)

## Oranje
In 2014 werd Hansen door bondscoach Wim Scholtmeijer geselecteerd voor het Nederlands korfbalteam. Zo speelde ze op het EK van 2016, waarbij Nederland goud won.
In 2017 stopte ze bij Oranje, vanwege haar zwangerschap.